# Das Recht aufs Dasein
Das Recht aufs Dasein è un film del 1913, diretto da Joseph Delmont.

## Trama
Joseph Dermott viene scarcerato. Camminando per le vie cittadine, egli ode un inquietante rumore provenire dall'interno di un caseggiato; vi ci penetra, e vede una donna, Edith, giacere in fondo ad una rampa di scale; le si avvicina, tenta di sincerarsi di cosa sia successo e di soccorrerla, ma la donna appare senza vita. Temendo le conseguenze negative che un pregiudicato come lui potrebbe soffrire se fosse trovato vicino a un cadavere, Joseph si allontana. E le conseguenze non tardano a manifestarsi: la polizia fa un sopralluogo, trova Edith in vita ma incosciente, rileva le impronte digitali trovate sul luogo, e risale facilmente a Joseph Dermott, sul capo del quale viene emessa una consistente taglia, essendo ora sospettato di aggressione e tentato omicidio. Sui manifesti che vengono affissi sui muri, oltre alla sua fotografia, vengono indicati i segni particolari del presunto aggressore: tatuaggio sul braccio sinistro, e dito mignolo - sempre della sinistra - più corto del normale. È in base a quest'ultima particolarità che Dermott viene identificato in un locale dei dintorni.
Ma egli sfugge all'arresto, ed inizia un inseguimento, che si svolge avventurosamente su terrazzi e tetti di edifici, travi sospese ad altitudine notevole, funi metalliche dipendenti da carrucole, ponteggi. Joseph, al termine, sfugge alle forze dell'ordine e trova temporaneo rifugio in casa di un'amica; ma, seguendo le indicazioni di una cittadina ligia al dovere e allettata dalla taglia, che ha scoperto dove si trovi Joseph spiando il vicinato tramite uno specchietto, la polizia giunge a casa della sua amica, che nega di averlo ospitato, mentre Joseph fugge di nuovo, e di nuovo viene inseguito. Nel frattempo si apprende che Edith si va ristabilendo, ma soffre di amnesia e non ricorda cosa le sia successo.
Il secondo inseguimento è ancora più spericolato del primo – campate di ponti sul fiume, tetti e fiancate di imbarcazioni e treni in corsa, che pure gli passano sopra mentre egli è steso sui binari - e termina quando Joseph si accascia esausto e ferito ai bordi di una strada, dove viene raccolto dal dottor Kraft, neurologo, che passava di lì in auto, e che lo ricovera nella propria clinica.
Nella stessa clinica si viene a ritrovare anche Edith: il dottore spera di farle riacquistare la memoria sottoponendola ad un'operazione. Ma serve una donazione di sangue, e il donatore, fa sapere il dottore, verrà ricompensato lautamente. Joseph quindi si offre. Kraft, durante la trasfusione, nota il tatuaggio di Joseph, lo identifica perciò come il (presunto) aggressore e chiama la polizia, che giunge sul luogo e lo arresta.
Ma l'operazione di Edith è riuscita alla perfezione. Ella riacquista la memoria, e ricorda che la causa del suo trovarsi esanime in fondo alla scala era stato il risultato di una sua caduta, un incidente, quindi. Joseph viene scagionato e uscit. Edith vuole ringraziare personalmente il generoso donatore, e fra i due pare nascere l'amore.

## Produzione
Il regista Joseph Delmont, prima di intraprendere la cinematografia, era stato attivo in un circo internazionale in qualità di trapezista e domatore: buona parte della sua produzione filmica porta sullo schermo animali "selvaggi".
Le riprese esterne sono state effettuate a Berlino.
La Deutsche Kinemathek – Museum für Film und Fernsehen conserva una copia positiva della pellicola in formato 35mm, virata, della lunghezza di 879 metri, con sottotitoli in olandese. Il DFF – Deutsches Filminstitut & Filmmuseum detiene locandine originali del film. La pellicola è stata sottoposta a restauro a cura dell'EYE Film Instituut Nederland.

## Distribuzione
Ottenuto il visto della censura nell'aprile del 1913, il film è uscito nelle sale cinematografiche tedesche il 23 maggio dello stesso anno.
In tempi recenti, il film è stato programmato all'interno della rassegna "Jean Desmet's Cinema of Sensation and Sentiment", organizzato dal MoMA di New York nel 2007.
È attestata una edizione in VHS del film.
Il film è visionabile sulla piattaforma YouTube.

## Accoglienza
Lo studioso di media Klaus Kreimeier ritiene che: "Il film di Delmont Das Recht aufs Dasein leghi la rappresentazione cinematografica al tema sociale di un uomo uscit di prigione che viene erroneamente ritenuto un assassino, e pertanto perseguito. Lo spettatore sa fin dall'inizio che il protagonista è innocente, e ciò gli permette di sperare in una conclusione felice durante il drammatico susseguirsi di fughe e inseguimenti. Nello stesso tempo, questo conoscenza gli permette di seguire l'accadere fisico degli avvenimenti, coi suoi dettagli spettacolari – in altre parole, la realtà filmica: il susseguirsi delle immagini delle indagini in un alternarsi di piani ravvicinati e a campo più largo; l'affannoso inseguimento attraverso la grigia zona industriale di una grande città; il montaggio incrociato fra la vittima e i suoi inseguitori; riprese di uno specchio montato sulla finestra (che consente il controllo della strada); rapidi movimenti verticali della cinepresa lungo la facciata di una casa inquadrata con un angolo estremamente acuto, o, filmato verticalmente dall'alto, il destreggiarsi dell'inseguito fra un vagone ferroviario e la locomotiva."